# Viktoria (Marduk)
Viktoria è il quattordicesimo album in studio del gruppo musicale svedese Marduk, pubblicato il 22 giugno 2018 dalla Century Media Records.

## Tracce
1. Werwolf – 2:02
2. June 44 – 3:49
3. Equestrian Bloodlust – 2:51
4. Tiger I – 4:12
5. Narva – 4:31
6. The Last Fallen – 4:25
7. Viktoria – 3:06
8. The Devil's Song – 3:46
9. Silent Night – 4:12

## Formazione
- Mortuus – voce
- Morgan Steinmeyer Håkansson – chitarra
- Magnus "Devo" Andersson – basso
- Fredrik Widigs – batteria